# Sant Jaume de Frontanyà
Sant Jaume de Frontanyà település Spanyolországban, Barcelona tartományban. Lakosainak száma 26 fő (2024).

## Földrajza
Sant Jaume de Frontanyà Gombrèn, Les Llosses és La Pobla de Lillet községekkel határos.

## Népesség
A település lakosságának változását az alábbi diagram mutatja:
| Lakosok száma | 134  | 234  | 172  | 73   | 23   | 27   | 29   | 24   | 30   | 26   |
|               | 1717 | 1887 | 1936 | 1960 | 1986 | 2004 | 2009 | 2014 | 2019 | 2024 |